# British Academy Film Award du meilleur casting
Le British Academy Film Award du meilleur casting (BAFTA Award for Best Casting) est une récompense cinématographique britannique décernée depuis 2020 par la British Academy of Film and Television Arts (BAFTA) lors de la cérémonie annuelle des British Academy Film Awards.
La British Academy of Film and Television Arts annonce la création de cette nouvelle catégorie en août 2019.

## Palmarès
Note : les gagnants sont indiqués en gras. Les années indiquées sont celles au cours desquelles la cérémonie a eu lieu, soit l'année suivant leur sortie en salles (au Royaume-Uni)

### Années 2020
- 2020 : Joker - Shayna Markowitz
  - Marriage Story – Douglas Aibel et Francine Maisler
  - Once Upon a Time… in Hollywood – Victoria Thomas
  - L'Histoire personnelle de David Copperfield – Sarah Crowe
  - Les Deux Papes (The Two Popes) – Nina Gold

- 2021 : Rocks - Lucy Pardee (en) 
  - Judas and the Black Messiah - Alexa L. Fogel
  - Minari - Julia Kim
  - Promising Young Woman - Lindsay Graham-Ahanonu et Mary Vernieu
  - Calm with Horses (en) - Shaheen Baig

- 2022 : West Side Story – Cindy Tolan
  - Dune – Francine Maisler
  - La Main de Dieu – Massimo Appolloni et Annamaria Sambucco
  - La Méthode Williams (King Richard) – Rich Delia et Avy Kaufman

- 2023 : Elvis - Nikki Barrett et Denise Chamian
  - Aftersun - Lucy Pardee (en)
  - À l'Ouest, rien de nouveau (Im Westen nichts Neues) -  Simone Bär
  - Everything Everywhere All at Once - Sarah Halley Finn (en)
  - Sans filtre (Triangle of Sadness) - Pauline Hansson

- 2024 : Winter Break - Susan Shopmaker
  - Sans jamais nous connaître - Kahleen Crawford
  - Anatomie d'une chute - Cynthia Arra
  - How to Have Sex - Isabella Odoffin
  - Killers of the Flower Moon - Ellen Lewis (en) et Rene Haynes

- 2025 : Anora – Sean Baker et Samantha Quan
  - The Apprentice – Carmen Cuba et Stephanie Gorin
  - Un parfait inconnu (A Complete Unknown) – Yesi Ramirez
  - Conclave – Nina Gold et Martin Ware
  - Kneecap – Carla Stronge